# 로랑 라포르그
로랑 라포르그(프랑스어: Laurent Lafforgue, 1966년 11월 6일 ~ )는 프랑스의 수학자이다. 필즈상을 수상하였다.

## 생애
프랑스 안토니에서 태어났다. 1986년에 파리의 에콜 노르말 쉬페리외르에 입학하였고, 1994년에는 남파리 대학(Université de Paris XI-Sud Orsay)에서 산술기하학과 대수기하학 분야에서 박사학위를 마쳤다. 현재 그는 프랑스 국립과학연구센터에서 일을 하고 있고 동시에 IHÉS의 교수이기도 하다.
2002년 중화인민공화국 베이징시에서 열린 24회 세계 수학자 대회에서 필즈상을 수상하였다. 라포르그는 정수론과 대수기하학에 속하는 분야인 랭글랜즈 추측에서 위대한 업적을 남겼는데 이것이 수상의 이유이다. 그의 업적 중 한가지 정리를 증명하기 위해서 그는 6년간 그 문제에 집중하여 연구를 하였다고 알려져 있다.